# 罗贝尔·舒曼
- 關於德国音乐家舒曼，請見「罗伯特·舒曼」。
- 關於原名鍾舒曼的香港女歌手，請見「鍾舒漫」。

罗贝尔·舒曼（法語：Jean-Baptiste Nicolas Robert Schuman，1886年6月29日—1963年9月4日，台灣舊部編版課本又翻譯為徐滿）是一位法国政治家，曾担任法国總理和外交部长，以他名字命名的舒曼计划为欧盟的前身欧洲煤钢共同体的建立铺平了道路。他和让·莫内一起被称为“欧盟之父”。他出任了欧洲议会的第一任议长。

## 生平
罗贝尔·舒曼的父亲为法国公民，出生于卢森堡市，母语为卢森堡语。1871年随着洛林被德意志帝国兼并，他的父亲成为德国公民。罗贝尔·舒曼的母亲出生于卢森堡，和他的父亲结婚后取得德国国籍。虽然罗贝尔·舒曼在卢森堡市出生，但他出生时的国籍是德国，母语是卢森堡语。德语是他的第一外语，而法语直到他上学之后才开始学习，因此他一生当中说法语时都带有口音。
1896年－1903年，罗贝尔·舒曼在卢森堡上文科高中，并在梅斯取得高中毕业证书。1904年他开始在波恩大学学习法律，后来又相继在慕尼黑、柏林和斯特拉斯堡学习。1908年他在梅斯通过了德国第一国家考试（在德国要成为律师必须进行两次国家考试，两次考试期间为律师实习期）并在那里进行律师实习。1910年以24岁的年龄在柏林取得法学的博士学位。1912年他通过第二国家考试并在梅斯成为一名律师。

## 政治生涯

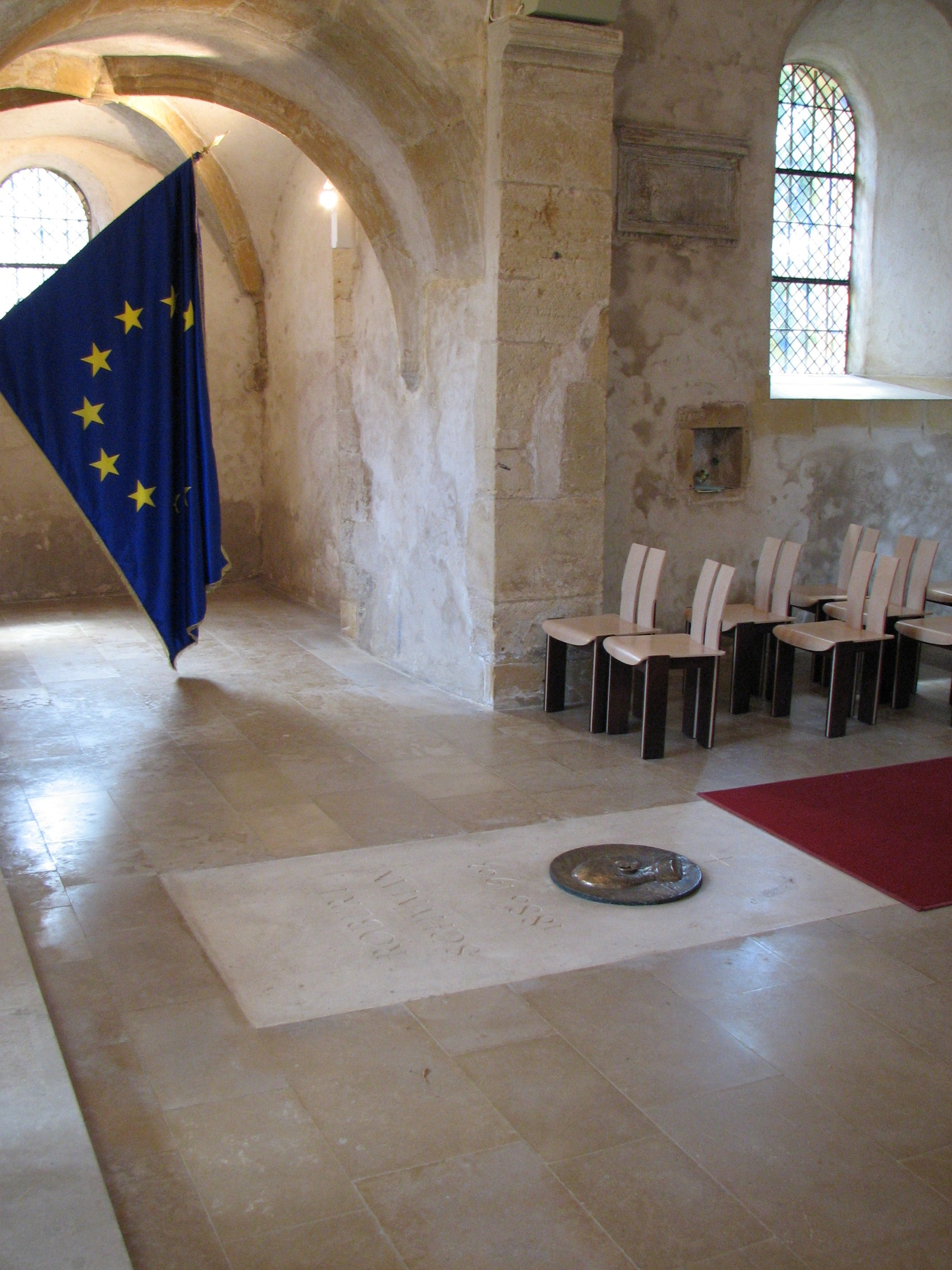
罗贝尔·舒曼之墓

第一次世界大战中罗贝尔·舒曼担任德意志帝国军队的士官，但并没有参加战斗而是做民事工作。1918年成为梅斯市议会成员。
1919年阿尔萨斯-洛林重归法国之后罗贝尔·舒曼接受了法国国籍，并作为洛林共和联盟的成员，成为法国议会中代表洛林的议员。1928年至1936年，他担任议会中阿尔萨斯-洛林小组的组长并曾经有一段时间担任议会的副议长。他担任议员一直到1941年在第二次世界大战中被盖世太保逮捕。1942年他得以逃脱。
二战结束后，罗贝尔·舒曼重新担任法国议会的议员并成为议会中财政小组的组长。1946年他成为财政部部长，1947年至1948年短暫担任法国总理。其後出任法国外交部长。
1950年5月9日罗贝尔·舒曼公布了重新组建欧洲的历史性的舒曼宣言。1951年4月18日建立欧洲煤钢共同体的条约在巴黎签署。欧洲煤钢共同体被其视为欧洲在政治上走向联邦的重要一步。然而，由于二战刚刚结束，德国和法国之间的仇恨在民众当中还并未消除，因此罗贝尔·舒曼的欧洲共同体思想在法国并没有得到理解，以致他不得不于1953年辞职。
1953年，26个欧洲国家签署了《人权和公民基本自由斯特拉斯堡公约》，这一公约受到了罗贝尔·舒曼的很大影响。从1953年至1958年，他在很多地方作报告宣传一个联合的欧洲的思想。1955年他出任法国司法部长。
1957年的罗马条约将欧洲重新带回到这位“欧洲之父”早在1950年5月9日其宣言中就阐述的道路上。1958年他被任命为欧洲议会第一任议长。